# ホーミ・J・バーバー
ホーミ・ジャハーンギール・バーバー（英語: Homi Jehangir Bhabha, 1909年10月30日 – 1966年1月24日）はインドの物理学者。インドの原子力開発に大きな貢献をした。

## 生涯
ムンバイ生まれ。裕福なパールシー（ペルシャ系インド人）のゾロアスター教徒であり、インドの2大財閥のひとつのタタ財閥一族を親類に持つ。叔母メヘルバイはタタ2代目会長ドラブジーの妻で、バーバーはタタ家へ頻繁に出入りし知見を高めたという（夫妻に子供はなかった）。ケンブリッジ大学で機械工学を学び、ポール・ディラックに影響を受け理論物理学に進んだ。1935年、ケンブリッジ大学で学位を得た。宇宙線シャワーの分野で功績をあげた。1939年インドに戻り、バンガロールのインド理科大学院でチャンドラセカール・ラマンのもとで働いた。
1941年王立協会フェロー選出。1945年、ムンバイに当時のタタ会長J・R・D・タタの援助を受けて、Institute of Fundamental Research を設立し所長となった。戦後、ジャワハルラール・ネルー首相の知己を得て、インドの核エネルギー開発のリーダーとなり、多くのインドの核物理学者を育成し、国際的な活動を行った。
1966年ヨーロッパへ向かう航空機の事故（インド航空101便墜落事故）で死亡した。
バーバー原子力研究所（BARC:w:Bhabha Atomic Research Center）はバーバーの功績を記念して名づけられた。また国際純粋・応用物理学連合により2011年にHomi Bhabha Medal and Prizeが創設された。